# Openbaar vervoer in Roermond

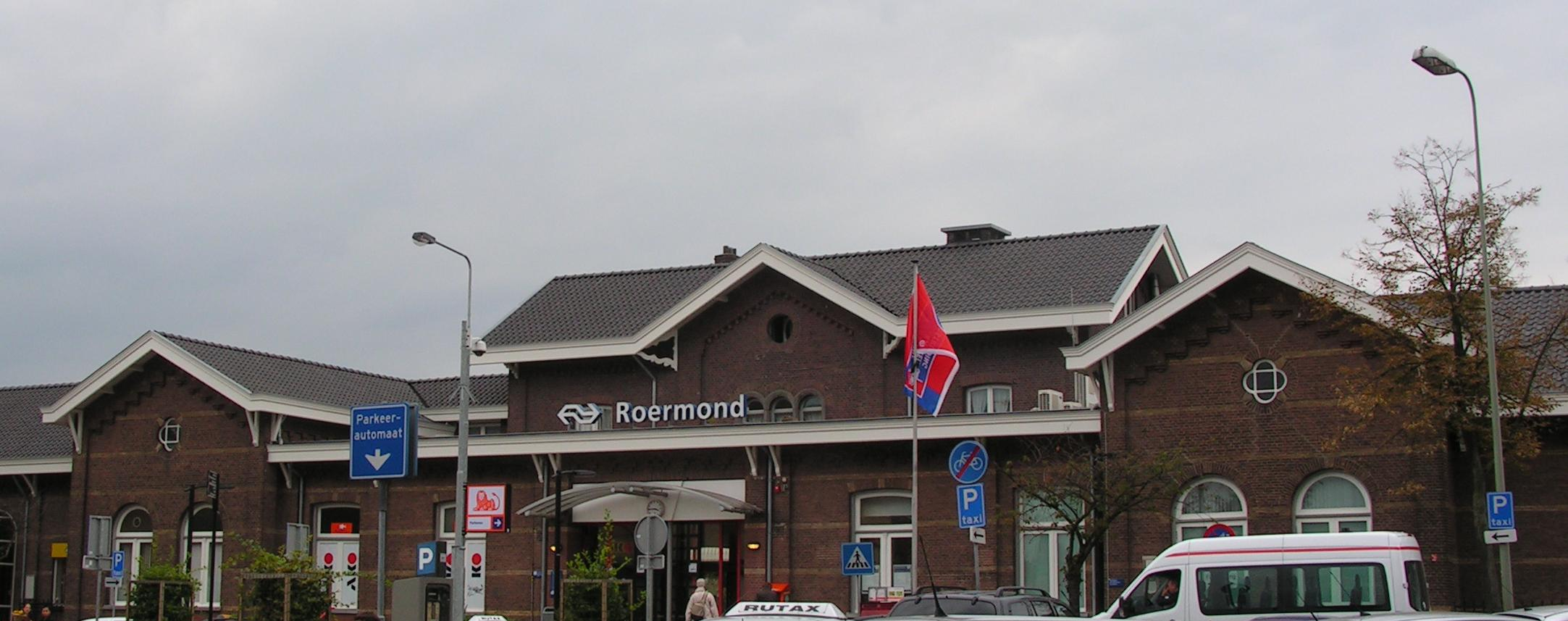
Station Roermond is het openbaar vervoer-knooppunt van de gemeente.

Het openbaar vervoer in de Nederlandse gemeente Roermond bestaat uit treinverbindingen van de NS en Arriva en bus- en (regio)taxivervoer van Arriva.
Het knooppunt vormt het station van Roermond, van waaruit treinen en bussen vertrekken in alle richtingen, zowel stads- als streekgebonden. Naast Roermond beschikt ook de voormalige gemeente Swalmen over een station.

## Geschiedenis

### Van NAO naar Arriva

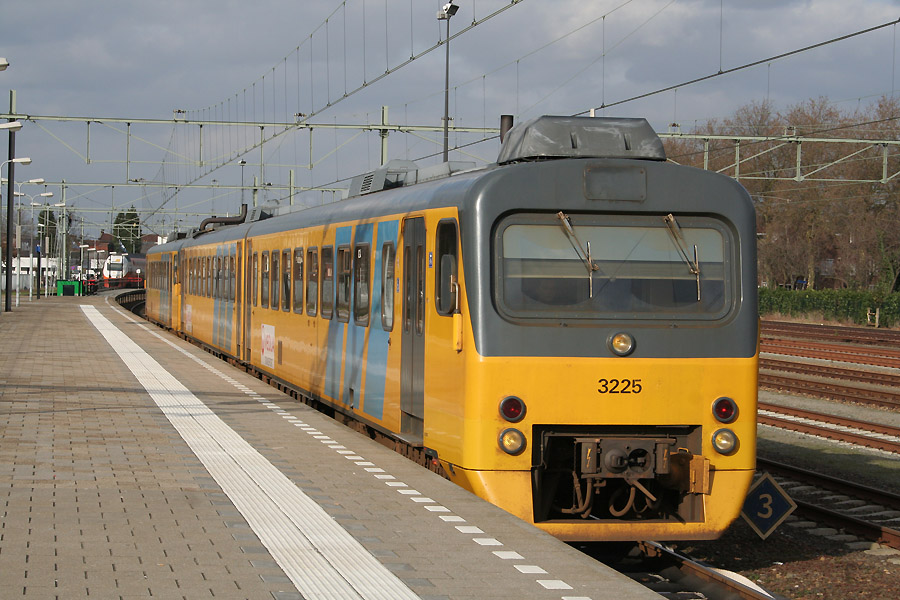
Aankomst van Wadlopers op station Roermond, maart 2007.

Het eerste openbaar vervoer in Roermond werd opgezet door Autogarage NEDAM (NEDerlandsch-AMerikaansche Im- en Export Maatschappij) in 1924. Aanvankelijk ging het om twee lijnen van Roermond naar Venlo, langs beide kanten van de Maas. Door overnames van kleine bedrijven kwamen er verschillende streeklijnen naar Roermond bij. Het personenvervoer werd in 1937 losgekoppeld van de garage activiteiten en uitgevoerd onder de naam Nedam's Autobus Onderneming (NAO). Enkele lijnen in Roermond werden aanvankelijk uitgevoerd door de Limburgsche Tramweg-Maatschappij (LTM) maar werden later overgedragen aan NAO.
NAO fuseerde in 1978 met LTM en vormde Verenigd Streekvervoer Limburg (VSL). In 1995 fuseerde VSL op haar beurt met Zuidooster tot Hermes, dat na de fusie actief was in heel Limburg, waaronder de gemeenten Roermond en Swalmen (toen nog zelfstandig). Hermes verloor in december 2006 echter haar concessies in de hele provincie en moest deze afstaan aan Veolia Transport, die naast het bus- en taxivervoer ook twee regionale treindiensten zou gaan bedienen. De NS verklaarde de Maaslijn en Heuvellandlijn namelijk als "onrendabel", waardoor ook deze twee lijnen geprivatiseerd werden.

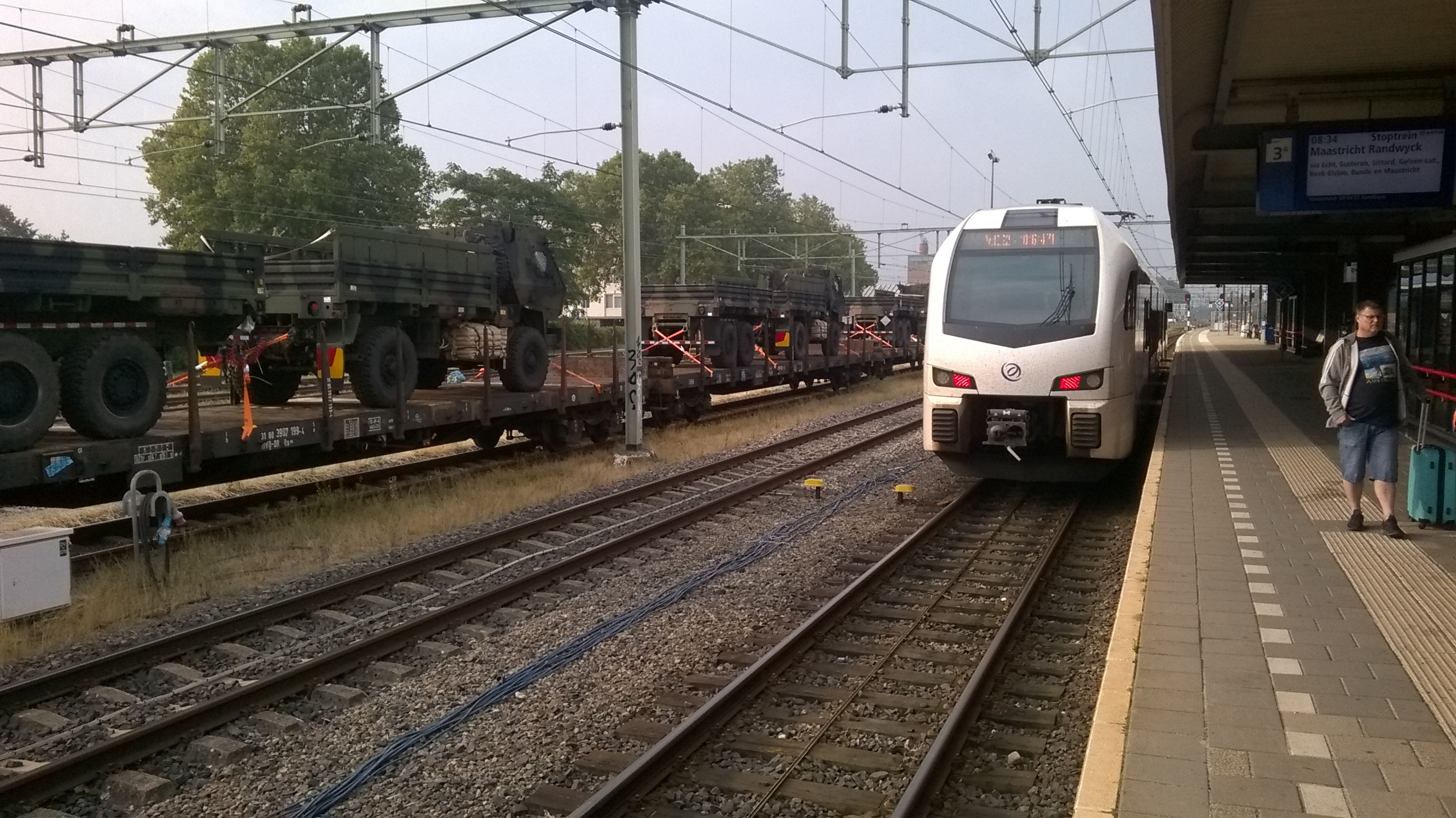
Arriva FLIRT

Veolia Transport had besloten om nieuw trein-, bus en taximaterieel in te gaan zetten met ingang van het 10 jaar durende contract, dat loopt tot en met 2016. Vooral bij de treindienst op de Maaslijn leverde dit problemen op. Om de periode totdat de nieuwe treinstellen gearriveerd waren te kunnen overbruggen, wilde het vervoersbedrijf de Buffels van de NS huren, die tot dan toe op de Maaslijn actief waren. NS stelde echter dat het de treinen uitsluitend voor een periode van tien jaar kon verhuren, en dat het de treinen anders zelf in dienst zou stellen. Wel kon Veolia de beschikking krijgen over Wadlopers, afgeschreven dieseltreinstellen die jarenlang dienst hadden gedaan in het noorden van Nederland. Deze treinen waren met een maximumsnelheid van 100 km/uur niet alleen langzamer, ze waren ook kleiner en geregeld defect, waardoor grote vertragingen werden opgelopen. Een jaar later, in december 2007, reden de eerste Velios-treinstellen van Veolia, en behoorden de meeste klachten tot het verleden.
Sinds 11 december 2016 is Arriva verantwoordelijk voor al het regionale openbaar vervoer in Limburg.

### Toekomstige ontwikkelingen
Er bestaan plannen voor de heringebruikname van de goederenspoorlijn IJzeren Rijn en de verdubbeling en elektrificatie van de Maaslijn (Roermond-Nijmegen). Als de IJzeren Rijn weer in gebruik wordt genomen, wordt de lijn om Roermond heen geleid, parallel aan de N280; mogelijk zal dan ook personenvervoer plaatsvinden richting Duitsland.. Een andere ontwikkeling is dat Roermond in 2011 wordt aangesloten op het internationale spoorwegnet door de intercity van Eindhoven naar Heerlen door te trekken naar Aken
Elektrificatie en spoorverdubbeling van de Maaslijn staan al langer op de planning maar zijn vooralsnog niet uitgevoerd. Omdat bijna de hele lijn enkelspoor is, is het niet mogelijk om een snelle treindienst te realiseren tussen Roermond en Nijmegen. Het gevolg is dan ook dat er dagelijks veel drukte in de treinen is.
Er bestaan ook plannen voor een tweede station, station Roermond Noord. Hiermee wil het CDA het euregionale treinverkeer verbeteren. Indien dit station gebouwd wordt, zal het eveneens aan de Maaslijn worden gevestigd.

## Trein

### Stations
In de gemeente Roermond liggen twee treinstations:
- Station Roermond
- Station Swalmen

#### Station Roermond
Station Roermond is veruit het grootste openbaar vervoer-knooppunt van de gemeente. Hier vertrekken naast treinen ook alle stads- en streekbussen, passerend of als beginpunt. Met ruim 12.000 in- en uitstappers per dag is het station na Maastricht het drukste van Limburg. Treinen gaan vanuit hier richting Eindhoven, 's-Hertogenbosch, Utrecht, Amsterdam, Nijmegen, Maastricht en Heerlen. De stoptreinen richting Nijmegen en Maastricht worden verzorgd door Arrvia, de Intercity's worden verzorgd door NS.

#### Station Swalmen
Station Swalmen is een klein station ten westen van de kern, parallel gelegen aan de A73. Dit station wordt twee keer per uur bediend door stoptrein RS11 van Arriva, die richting Roermond en Nijmegen gaat.

### Treinverbindingen
De volgende treinseries halteren in de dienstregeling 2025 te Roermond:
| Serie            | Treinsoort          | Route | Bijzonderheden |
| ---------------- | ------------------- | --- | --- |
| 2700             | Intercity (NS)      | Maastricht – Sittard – Roermond – Weert – Eindhoven Centraal – 's-Hertogenbosch – Utrecht Centraal – Amsterdam Centraal – Alkmaar – (Den Helder)                 | Rijdt van maandag t/m donderdag tot 20:00 uur tussen Alkmaar en Maastricht. Rijdt op vrijdag en in het weekend enkel tussen Alkmaar en Amsterdam Centraal. Tijdens de spits rijden 2 ritten in spitsrichting door van/naar Den Helder. Rijdt niet 's avonds na 20:00. Wordt na 20:00 uur, op vrijdag en in het weekend tussen Amsterdam Centraal en Maastricht vervangen door intercity 2900. |
| 2900             | Intercity (NS)      | Enkhuizen – Hoorn – Amsterdam Centraal – Utrecht Centraal – 's-Hertogenbosch – Eindhoven Centraal – Weert – Roermond – Sittard – Maastricht                      | Rijdt van maandag t/m donderdag in de vroege ochtend en in de avonduren en rijdt van vrijdag t/m zondag de hele dag en vervangt dan Intercity 3900 tussen Enkhuizen en Amsterdam Centraal en intercity 2700 tussen Amsterdam Centraal en Maastricht. |
| 3900             | Intercity (NS)      | Enkhuizen – Hoorn – Amsterdam Centraal – Utrecht Centraal – 's-Hertogenbosch – Eindhoven Centraal – Weert – Roermond – Sittard – Heerlen                         | Stopt niet in Zaandam. Rijdt in de avonduren en van vrijdag t/m zondag de hele dag enkel tussen Eindhoven Centraal en Heerlen. Wordt in de avonduren en van vrijdag t/m zondag de hele dag vervangen door intercity 2900. Rijdt van maandag t/m donderdag in de avonduren enkel tussen Sittard en Heerlen en rijdt dan 1x/uur.                                                                |
| 32200 RS 11      | Stoptrein (Arriva)  | Nijmegen – Venray – Venlo – Swalmen – Roermond | |
| 32400 RS 12      | Stoptrein (Arriva)  | Maastricht Randwyck – Maastricht – Sittard – Roermond | |
| Nachttrein 32700 | Nachttrein (Arriva) | Maastricht – Sittard – Roermond – Weert – Eindhoven Centraal – 's-Hertogenbosch – Utrecht Centraal – Amsterdam Bijlmer ArenA – Amsterdam Zuid – Schiphol Airport | Rijdt alleen in de nacht van vrijdag op zaterdag. |

## Bus
Het busvervoer wordt in Roermond sinds 11 december 2016 geregeld door Arriva. Voor die tijd nam vervoersbedrijf Veolia Transport en daarvoor Hermes deze taak voor haar rekening. Het lijnennet in Roermond bestaat uit 2 stadslijnen en 12 overige lijnen.

### Busverbindingen
| Lijn                 | Route | Bijzonderheden                                     |
| Stadsdienst Roermond | Stadsdienst Roermond                                                                                         | Stadsdienst Roermond                               |
| -------------------- | --- | -------------------------------------------------- |
| 1                    | Station - Donderberg - Kitskensberg                                                                          |                                                    |
| 2                    | Station - Centrum - Herten                                                                                   |                                                    |
| Streekdienst         | |                                                    |
| 61                   | Roermond - Melick - St. Odiliënberg - Montfort - Sint Joost - Hingen - Pey - Echt                            |                                                    |
| 62                   | Roermond → Herkenbosch → Vlodrop → Posterholt → Sint Odiliënberg → Melick → Roermond                         | Ringlijn in één richting, tegengesteld aan lijn 63 |
| 63                   | Roermond → Melick → Sint Odiliënberg → Posterholt → Vlodrop → Herkenbosch → Roermond                         | Ringlijn in één richting, tegengesteld aan lijn 62 |
| 66                   | Roermond - Swalmen - Beesel - Reuver - Belfeld - Tegelen - Venlo                                             |                                                    |
| 67                   | Roermond - Herten - Linne - Maasbracht - Echt                                                                | Rijdt niet 's avonds en in het weekend             |
| 68                   | Roermond - Herten - Linne - Maasbracht - Stevensweert - Ohé en Laak - Echt                                   |                                                    |
| 72                   | Roermond - Baexem - Heythuysen - Roggel - Egchelheide - Egchel - Helden - Panningen - Maasbree - Venlo       |                                                    |
| 73                   | Roermond - Horn - Beegden - Heel - Panheel - Wessem - Thorn - Ittervoort - Hunsel - Ell - Swartbroek - Weert |                                                    |
| 75                   | Roermond - Horn - Heythuysen - Roggel - Heibloem - Meijel                                                    |                                                    |
| 77                   | Roermond - Horn - Haelen - Nunhem - Neer - Kesseleik - Kessel - Baarlo - Hout-Blerick - Venlo                |                                                    |
| Scholierenlijn       | |                                                    |
| 672                  | Panningen → Helden → Egchel → Egchelheide → Roggel → Heythuysen → Baexem → Roermond                          |                                                    |
| Buurtbus             | |                                                    |
| 794                  | Boukoul - Asenray - Roermond - Leeuwen                                                                       | 's Avonds en in het weekend als belbus             |